# Ludovic de Beauvoir
Pour les articles homonymes, voir Beauvoir.
Le comte, puis marquis Ludovic Hébert de Beauvoir, né le 29 mars 1846 et mort le 10 décembre 1929, est un voyageur et explorateur français du XIXe siècle.

## Biographie
Ludovic de Beauvoir naît en 1846 à Bruxelles dans une famille noble de Normandie. Alors qu'il n'a que 19 ans, il s'embarque avec son ami d’enfance le duc de Penthièvre (1845-1919) pour un voyage autour du monde, qui de 1865 à 1867, le mène en Australie, dans les Indes néerlandaises (aujourd'hui l'Indonésie), au Siam (aujourd'hui la Thaïlande), en Chine, au Japon et aux États-Unis.
À son retour en 1867, Beauvoir publie les deux premiers volumes de sa relation de voyage : Australie et Java, Siam, Canton, qui rencontre un énorme succès. Il y relate son arrivée à Melbourne, ses voyages en Victoria, en Tasmanie et en Nouvelle-Galles du Sud et parle des mines d'or de Victoria. Il raconte les grandes chasses au crocodile et au rhinocéros à Java et décrit le faste du train de vie de la noblesse de robe et des princes javanais. Au Siam, Beauvoir est témoin d'étranges cérémonies, dont les rites d'incinération du roi. Après un bref séjour à Hong Kong, il se rend à Macao, d'où partent des Chinois miséreux vers la Californie.
Ces mémoires ne sont pas exempts des préjugés racistes de l’époque, à l’égard notamment des populations indigènes d’Australie ainsi que des immigrés asiatiques. Mais il s’indigne de la traite des coolies à Macao.
En 1870-1871, Beauvoir participe à la guerre franco-allemande. Il est décoré de la Légion d’honneur et entre au ministère des Affaires étrangères.
Il publie le troisième volume de son voyage autour du monde, Pékin, Yeddo, San Francisco, en 1872. Il y livre toutes sortes de détails insolites sur la Chine et le Japon.
Ludovic de Beauvoir meurt en 1929, à l’âge de 83 ans.

## Ouvrages
- Voyage autour du monde : Australie, Java, Siam, Canton, Pékin, Yeddo, San Francisco, Paris, Plon, 1867
- Voyage autour du monde : Java, Siam et Canton, Paris, Pondicherry, Kailash Éditions, 1992,  (ISBN 2-909052-12-5)
- Hong Kong et Macao : récit de voyage », Paris, Magellan et Cie, 2004